# Fotbal
Fotbalul este un sport de echipă ce se dispută între două echipe alcătuite din 11 jucători fiecare. La începutul secolului al XXI-lea era jucat de peste 250 de milioane de jucători în peste 200 de țări, ceea ce îl face cel mai popular sport din lume.
Se joacă cu o minge sferică pe un teren dreptunghiular, acoperit cu iarbă, cu câte o poartă la fiecare capăt. Scopul jocului este de a înscrie goluri introducând mingea în poarta adversarului. În afara portarului, ceilalți jucători nu se pot folosi de mâini pentru a manevra mingea. Câștigătorul meciului este echipa care a înscris mai multe goluri la încheierea partidei.
Originile fotbalului se află undeva în urmă cu peste 2000 de ani. În 2004, forul ce guvernează acest sport la nivel mondial FIFA (Fédération Internationale de Football Association) a recunoscut China ca fiind locul de naștere al fotbalului. În jurul anului 200 î.e.n. chinezii jucau un sport asemănător numit cuju. Regulile au evoluat cu timpul, astfel ajungându-se la sportul practicat astăzi.
În primăvara anului 2001, FIFA informa că peste 240 de milioane de oameni joacă regulat fotbal, în peste 200 de țări de pe întreg globul. Regulile sale simple și echipamentul redus și ieftin, necesar practicării fotbalului au contribuit, fără îndoială, la creșterea popularității sale. În multe zone ale lumii, fotbalul naște pasiuni enorme și joacă un rol foarte important în viața fanilor, a comunităților locale și chiar a națiunilor; este deseori numit cel mai popular sport din lume. Este recunoscut în multe țări drept: sportul rege.

## Etimologie
Legile jocului au fost formate în Anglia de The Football Association în 1863, unde a primit denumirea de association football, pentru a nu se confunda cu numele altor forme de fotbal existente în acele timpuri, printre care fotbalul american sau fotbalul australian. În aceste zone este cunoscut și sub numele de soccer, termen originar din Anglia, apărut în anii 1880 ca o abreviere Oxford "-er" a cuvântului „asociație”.

## Natura jocului

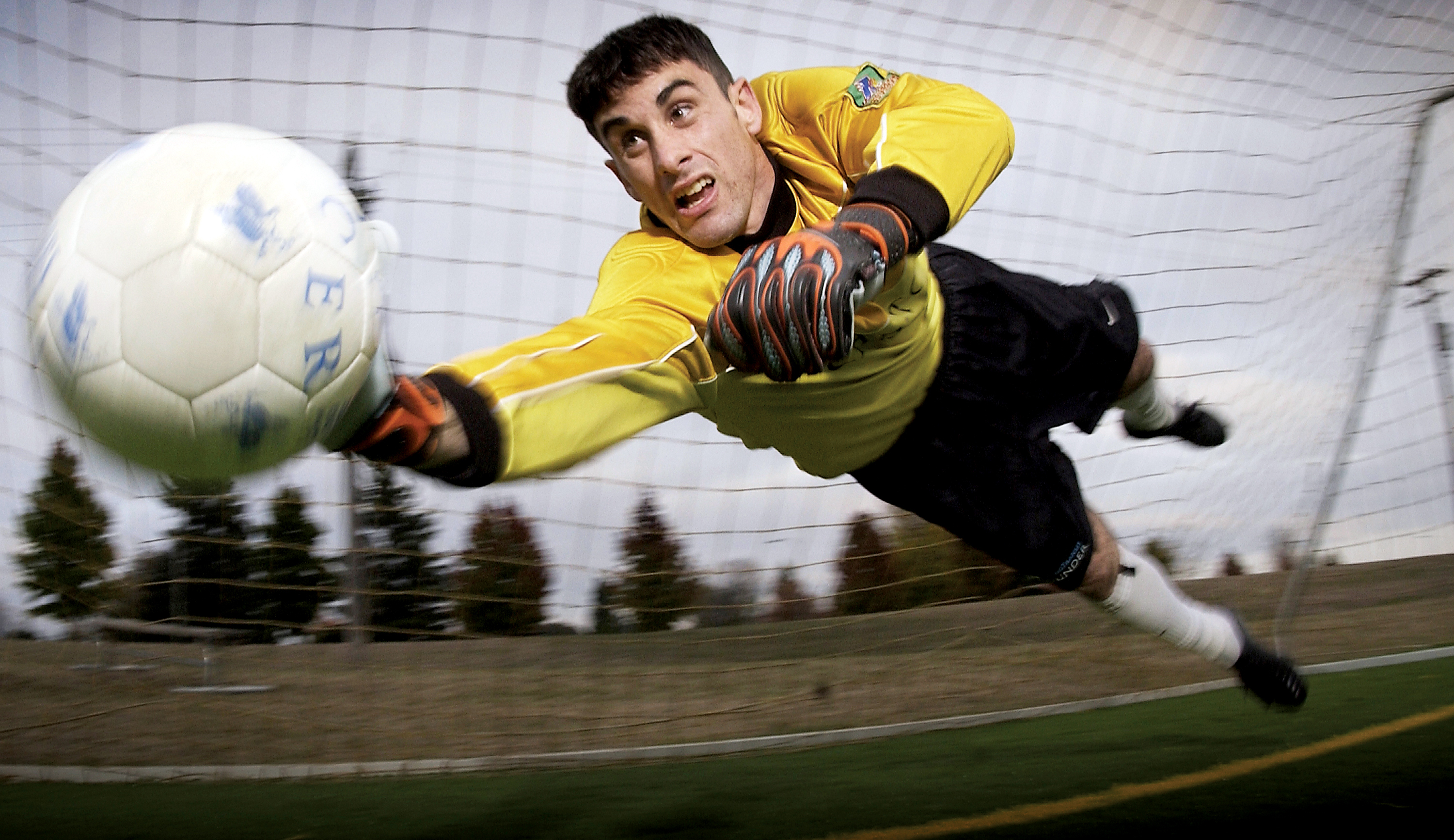
Un portar plonjând să oprească mingea ce se îndreaptă spre poarta sa.

Fotbalul se joacă după un set de reguli, cunoscute sub numele de Legile Jocului. Acestea sunt dezvoltate în continuare:
Două echipe de câte 11 jucători fiecare încearcă să lovească o minge rotundă (mingea de fotbal), cu scopul de a o introduce în poarta adversă. Echipa care înscrie mai multe goluri până la finalul jocului este declarată câștigătoare; dacă ambele echipe au marcat același număr de goluri, meciul este considerat egal. Una dintre primele reguli este interzicerea atingerii intenționate a mingii cu mâna în timpul jocului (excepție fac portarii). Singura dată când jucătorul se poate folosi de mâini este atunci când aruncă de la margine (execută un aut). În rest, jucătorii se pot folosi de orice parte a corpului pentru a direcționa mingea.

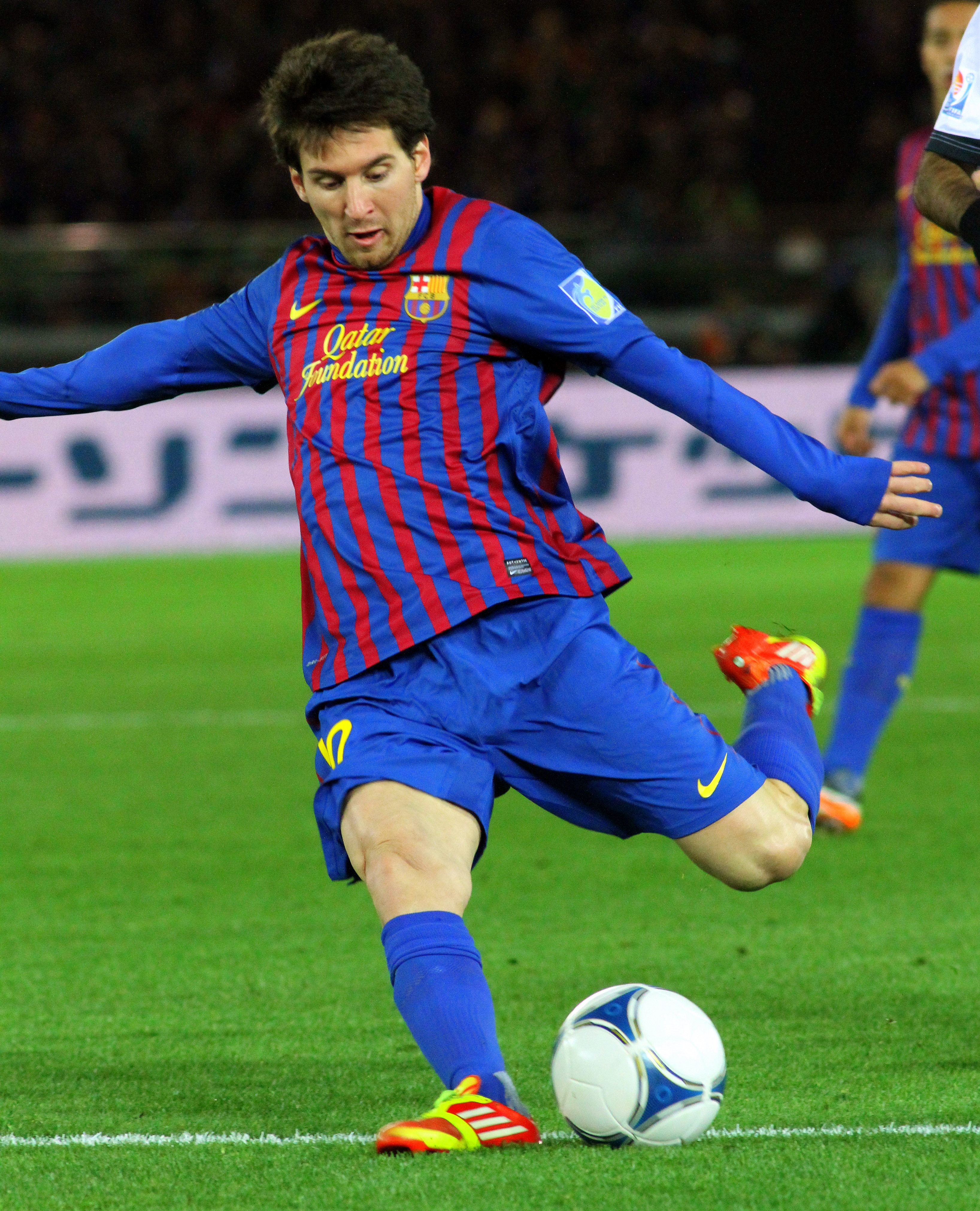
Lionel Messi desemnat cel mai bun fotbalist al anului 2011.

Jucătorii se pot apropia de poarta adversă astfel: prin dribling (alergarea cu mingea la picior); prin pasarea mingii între coechipieri și prin șutarea acesteia spre poartă. Jucătorii adverși pot recupera mingea prin interceptarea unei pase sau prin deposedarea adversarului. Contactul fizic este limitat.
Jocul se oprește doar în momentul în care mingea părăsește cu întreaga circumferință o linie ce marchează terenul (fie pe pământ, fie în aer) sau când arbitrul fluieră. Jocul se reia prin diferite metode, analizate în continuare.
De obicei, într-un meci disputat la un nivel profesionist se înscriu puține goluri. De exemplu, în prima divizie engleză (Premier League), în sezonul 2005–2006, s-au marcat, în medie, 2,48 de goluri pe meci. În plus, 88% din jocuri s-au încheiat cu mai puțin de 4 goluri marcate. Dar, doar 8% dintre partidele disputate s-au terminat fără gol marcat.
În perioada 2003-2004, scorul cel mai des întâlnit în cele mai importante ligi din Europa a fost de 1-1 (12,4% din toate meciurile disputate).

### Tactici
Legile jocului nu impun o altă poziție ocupată în teren de vreun jucător, în afara celei de portar. De-a lungul timpului au apărut o serie de poziții specifice. Acestea sunt:
- fundaș - jucător specializat în prevenirea încercărilor de a marca ale adversarilor;
- mijlocașul - jucător care organizează jocul ofensiv al echipei și oferă pase decisive atacanților; totodată el ajută apărătorii, încercând să oprească atacurile adverse încă de la început;
- atacantul - jucător al cărui principal rol este acela de a marca goluri.

Aceste poziții sunt împărțite la rândul lor, după timpul petrecut de un jucător într-o anumită parte a terenului de joc. De exemplu, există fundași centrali sau mijlocași stânga.
Aceste poziții nu sunt restricționate de reguli, iar fotbaliștii sunt liberi să-și schimbe pozițiile în timpul jocului. Acest lucru se aplică și portarilor, care, deși în marea majoritate a timpului se află în preajma propriei porți, pot participa oricând la jocul ofensiv al echipei. Cele mai întâlnite cazuri sunt la loviturile libere sau la cornere.
Dispunerea jucătorilor pe teren se numește așezare tactică. Exemple de așezări tactice: 4-4-2 (4 fundași, 4 mijlocași, 2 atacanți); 4-5-1, 4-3-3
Stabilirea așezării tehnico-tactice a echipei intră în subordinea antrenorului.

## Regulile jocului

### Istorie și evoluție

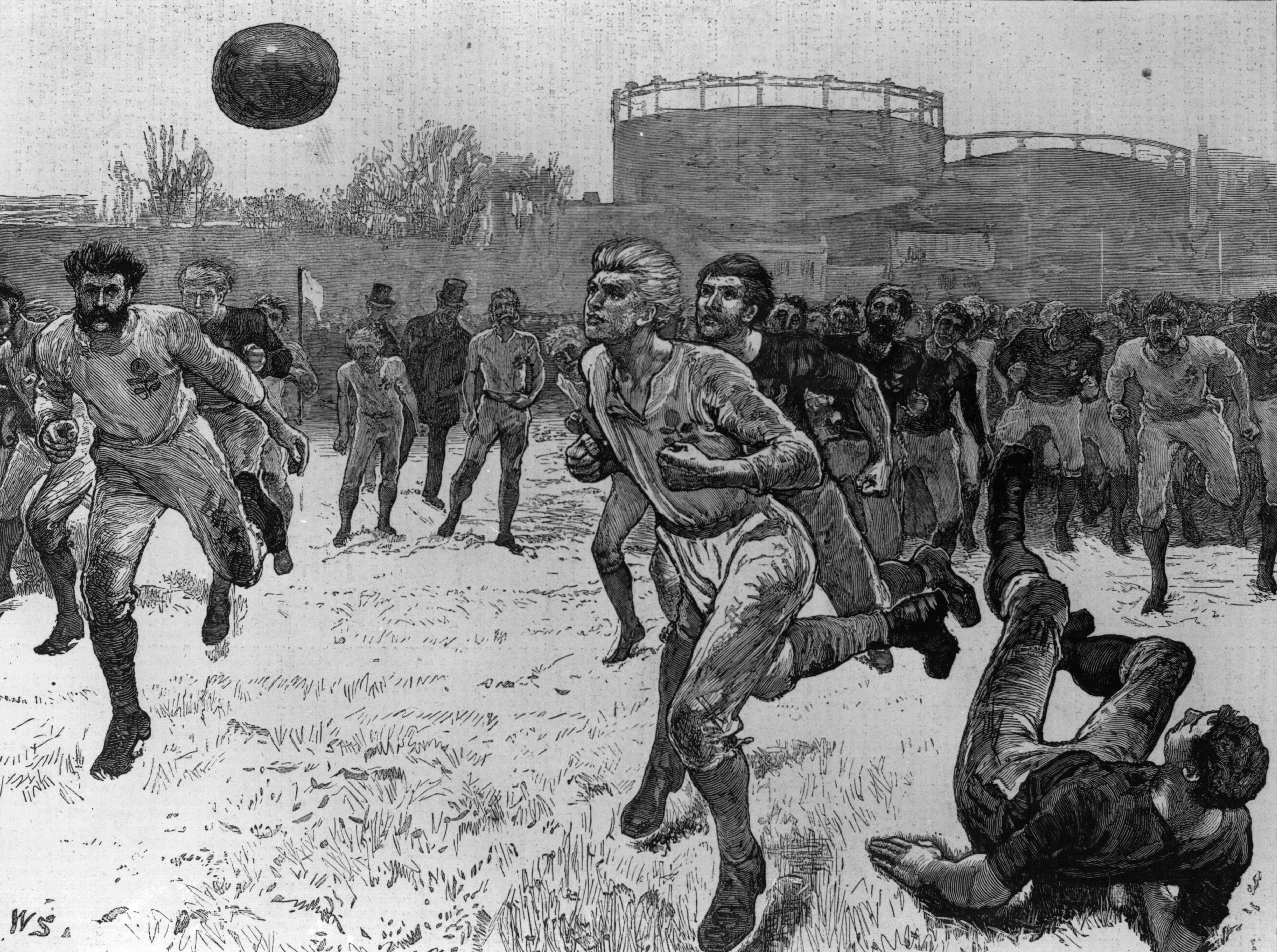
Anglia jucând cu Scoția în primul meci de fotbal internațional (The Oval, 1872)

Regulile jocului au fost conturate la mijlocul secolului al XIX-lea pentru a standardiza regulile unei mari varietăți de jocuri asemănătoare, jucate în școlile din Marea Britanie. Regulile Cambridge, asemănătoare cu cele de astăzi, au fost create la Colegiul Trinity din Cambridge, în 1848, la o întâlnire a reprezentanților mai multor colegii: Colegiul Eton, Școala Harrow, Școala de Rugby, Colegiul Winchester și Școala Shrewsbury. Dar, ele erau departe de a fi niște reguli universale. În anii 1850, s-au format multe cluburi, independente de școli sau universități, care jucau diferite forme de fotbal. Multe foloseau propriile lor reguli, cel mai bun exemplu fiind clubul Sheffield F.C. (format din foști elevi ai Scoala Harrow). Acesta a luat ființă în 1857, iar regulile create de ei au dus la formarea Federației de Fotbal Sheffield & Hallamshire, în 1867. În 1862, John Charles Thring de la Școala Uppingham a creat un alt set de reguli des folosit.
Aceste eforturi au condus la înființarea The Football Association (The FA) în 1863, care s-a întrunit pentru prima dată în dimineața zilei de 26 octombrie 1863, la Freemason's Tavern din Great Queen Street, Londra. Singura școală care a fost reprezentată la această întrunire a fost Școala Charterhouse. Freemason's Tavern a fost locul de întâlnire al Federației pentru încă 5 întrevederi, între Octombrie și Decembrie. În timpul acestora a luat naștere primul set cuprinzător de reguli. La ultima întâlnire, primul trezorier al FA, care era reprezentantul Blackheath și-a retras clubul din FA, din cauza excluderii din regulament, la întâlnirea precedentă, a două reguli de bază: prima era cea care permitea alergarea cu mingea în mâini și a doua, posibilitatea împiedicării adversarului prin lovirea sa în „fluierul piciorului, prin tragere sau prin ținere”. Alte cluburi englezești de rugby au urmat exemplul și nu s-au înscris în FA. Dar, în 1871, ele au format Federația de Rugby (Rugby Football Union). Cele 11 cluburi rămase în FA, sub conducerea lui Ebenezer Cobb Morley, au ratificat primele 13 reguli ale jocului. În ciuda acestora, clubul Sheffield a continuat să joace după propriile reguli, până în anii 1870.
Astăzi, regulile jocului sunt stabilite de International Football Association Board (IFAB). Aceasta a luat ființă în 1886 după o întâlnire a Federației Engleze de Fotbal, a Federației Scoțiene de Fotbal, a Federației Galeze de Fotbal și a Federației Irlandeze de Fotbal în Manchester.
Prima ligă de fotbal a fost creată în Anglia, în 1888 de președintele clubului Aston Villa, William McGregor. Formatul inițial conținea 12 echipe din centrul și nordul Angliei.
Federația Internațională de Fotbal FIFA, s-a format la Paris în 1904, iar reprezentanții săi au hotărât să adopte regulile create de IFAB. Popularitatea crescândă a jocului a condus la unirea reprezentanților celor două federații (FIFA si IFAB). Astăzi, conducerea acestora este formată din 4 reprezentanți FIFA și câte 1 reprezentant al fiecărei federații britanice.

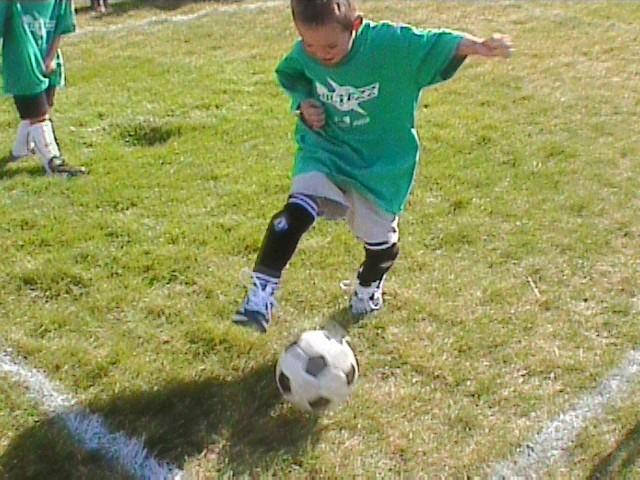
Fotbalul este popular atât printre copii, cât și printre adulți.

### Aplicabilitatea regulilor
Legile principale ale jocului sunt în număr de 17. Aceleași legi se aplică la toate nivelurile fotbalistice, chiar dacă prefața regulamentului permite federațiilor naționale să modifice anumite pasaje pentru diverse categorii (juniori, seniori, femei, etc.) Pe lângă cele 17 legi, numeroase alte decizii și directive IFAB contribuie la reglementarea jocului de fotbal. Legile pot fi găsite pe site-ul oficial al FIFA.

### Jucători și echipament
Fiecare echipă este alcătuită din maximum 11 jucători (excluzând rezervele), dintre care unul trebuie să fie portarul. Regulile spun că minimul de jucători acceptat într-o echipă este de 7. Există o varietate de poziții în care jucătorii sunt amplasați de către un antrenor/manager, acestea nefiind prevăzute în regulamentul fotbalistic.
Fiecare echipă trebuie să desemneze un portar. Acesta este singurul căruia i se permite să atingă mingea cu mâinile. Totuși, nici el nu are voie să facă acest lucru în afara suprafeței de pedeapsă (careul de 16 metri) din fața porții sale.
Echipamentul de bază al jucătorilor este format dintr-un tricou, pantaloni, ciorapi (jambiere) și apărătoare. Jucătorilor le este interzis să poarte altceva ce ar putea fi periculos pentru ei sau pentru alt jucător (inclusiv bijuterii sau ceasuri).
Un anumit număr de jucatori pot fi schimbați în timpul unui joc. Numărul maxim de înlocuiri în prezent, în meciurile internaționale și la nivel de ligi naționale, este de 5, la decizia IFAB din anul 2020, în urma începerii pandemiei COVID-19. În cazul meciurilor eliminatorii, mai poate fi efectuată o schimbare în timpul adițional de 30 de minute, în cazul egalității la finalul celor 90 de minute de joc. La alte niveluri acest număr poate varia. Motivele cele mai întâlnite ce cauzează o schimbare sunt accidentările, oboseala, schimbările tactice sau tragerile de timp pe final de joc. La nivelul seniorilor, un jucător înlocuit nu poate reintra în joc.

### Oficiali
Un joc este condus de un arbitru. Acesta deține "întreaga autoritate de a pune în aplicare Legile Jocului, în concordanță cu meciul la care a fost delegat" (Legea 5), iar deciziile sale sunt finale și indiscutabile. Arbitrul este ajutat de 2 arbitri asistenți (popular denumiți tușieri). În jocurile disputate la cel mai înalt nivel există și un al patrulea oficial. Acesta îl poate înlocui pe arbitru în cazul în care acesta se află în imposibilitatea de a mai conduce meciul.
Odată cu apariția sistemului VAR (Video Assistant Referee) au mai apărut doi oficiali de joc, care au ca rol vizionarea fazelor video în care sunt suspiciuni ale unei abateri neobservate de către arbitrii de pe teren și anunțarea arbitrului central în cazul în care o anumită faza necesită văzuta de către acesta, fiind necesară interpretarea acestuia dacă s-a comis sau nu o abatere de la Legile Jocului.

### Terenul de joc

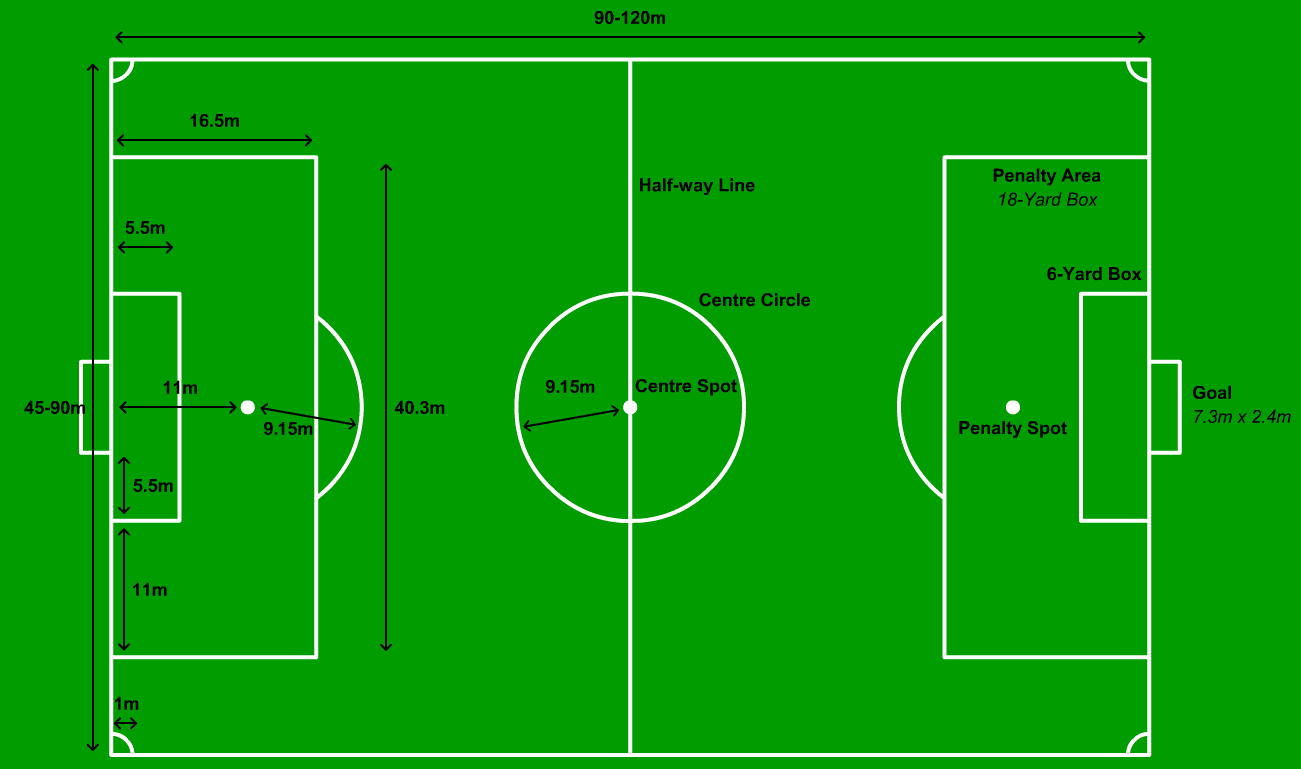
Mărimea standard a terenului

Lungimea terenului de joc, în cadrul meciurilor oficiale trebuie să fie cuprinsă între 100–110 m, iar lățimea, între 64-75m.
În lungime, marginile terenului sunt delimitate de liniile de margine, în timp ce în lățime (unde se află porțile), acestea sunt reprezentate de liniile de poartă. Pe fiecare linie de poartă, la cele 2 capete ale terenului, se găsește câte o poartă. Lățimea acesteia trebuie să măsoare 7,32 m și înălțimea, 2,44 m. În spatele porții se fixează plasa porții, deși aceasta nu este obligatorie prin regulament.
În fața fiecărei porți se află o suprafață a terenului, denumită suprafața de pedeapsă (popular, "careul de 16m" sau "careul"). Această suprafață este formată din: linia de poartă; 2 linii, ce pornesc de pe linia de poartă (la 16,5 m distanță de bara porții) și înaintează 16,5 m în interiorul terenului; linia care unește cele 2 linii anterior explicate. Această suprafață îndeplinește mai multe funcții. Cea mai importantă este aceea de a delimita locul până la care portarul poate juca mingea cu mâna. De asemenea, un eventual fault al unui apărător asupra unui atacant advers în această suprafață se va penaliza, de obicei, cu o lovitură liberă directă, cunoscută sub numele de lovitură de pedeapsă (penalty), care se execută de către un jucător de la punctul aflat la 11 metri de poartă.
Terenul de joc are și alte delimitări, abordate în articolul special dedicat acestuia.

### Timpul

#### Timpul normal de joc
Un meci obișnuit de fotbal este alcătuit din 2 perioade de timp (reprize) de câte 45 de minute fiecare. Pauza dintre ele este, de obicei, de 15 minute.

#### Prelungirile
Arbitrul este cel care cronometrează meciul. El trebuie să aproximeze cât timp se pierde cu schimbările, cu asistența medicală oferită jucătorilor accidentați, cu avertizarea și eliminarea jucătorilor, cu tragerile de timp, etc. Când există astfel de evenimente, arbitrul hotărăște prelungirea reprizei; durata cu care se prelungește rămâne la atitudinea arbitrului și doar el stabilește când fluieră încheierea reprizei. Nu există alți oficiali care să cronometreze meciul, deși arbitrii asistenți pot purta ceasuri, iar la nevoie îl pot ajuta pe "central". În meciurile la care există și arbitru de rezervă, acesta este înștiințat de arbitru cu câte minute se va prelungi meciul, iar el indică jucătorilor și spectatorilor numărul de minute, ridicând o tabelă pe care stă scris acest număr.

#### Reprizele de prelungiri și loviturile de departajare
În unele competiții, dacă meciul se încheie la egalitate, se joacă încă 2 reprize de prelungiri, de câte 15 minute fiecare. Dacă și după terminarea acestora scorul rămâne egal, se execută lovituri de departajare (lovituri de la 11m) pentru a se stabili echipa învingătoare. Golurile înscrise din aceste penalty-uri nu se iau în considerare la rezultatul final.
În competițiile în care se joacă două manșe (fiecare tur presupune ca echipele să joace 2 meciuri între ele) se poate utiliza așa-numita regulă a golului marcat în deplasare, în cazul în care echipele se află la egalitate pe totalul celor două manșe. În cazul în care echipele sunt egale și la numărul de goluri marcate în deplasare, există 2 variante: ori se trece la executarea loviturilor de departajare, ori meciurile se consideră încheiate la egalitate și se dispută un nou meci (rejucare).

#### Golul de aur și golul de argint
La sfârșitul anilor '90, IFAB a experimentat diferite metode de a evita stabilirea echipei învingătoare prin executarea loviturilor de departajare. Acest mod de a pierde un meci este foarte neplăcut pentru orice club.
Metodele au constat în încheierea jocului în prelungiri, mai devreme de cele 30 de minute obișnuite. Fie când se marchează primul gol (gol de aur), fie la sfârșitul primei reprize de prelungiri, în cazul în care una dintre echipe are în acel moment avantaj pe tabela de scor (gol de argint). Aceste experimente au fost retrase destul de repede.
Golul de aur a fost folosit la Campionatul Mondial din 2002 (Coreea de Sud-Japonia), iar golul de argint la Campionatul European din 2004 (Portugalia).

### Faultul și comportamentul nesportiv
| Cartonașul galben |  | Cartonașul roșu |
| Jucătorii de fotbal sunt avertizați cu cartonaș galben și eliminați cu cartonașul roșu. Aceste culori au fost introduse la Campionatul Mondial de Fotbal 1970 și, de atunci, sunt folosite constant. |  |                 |

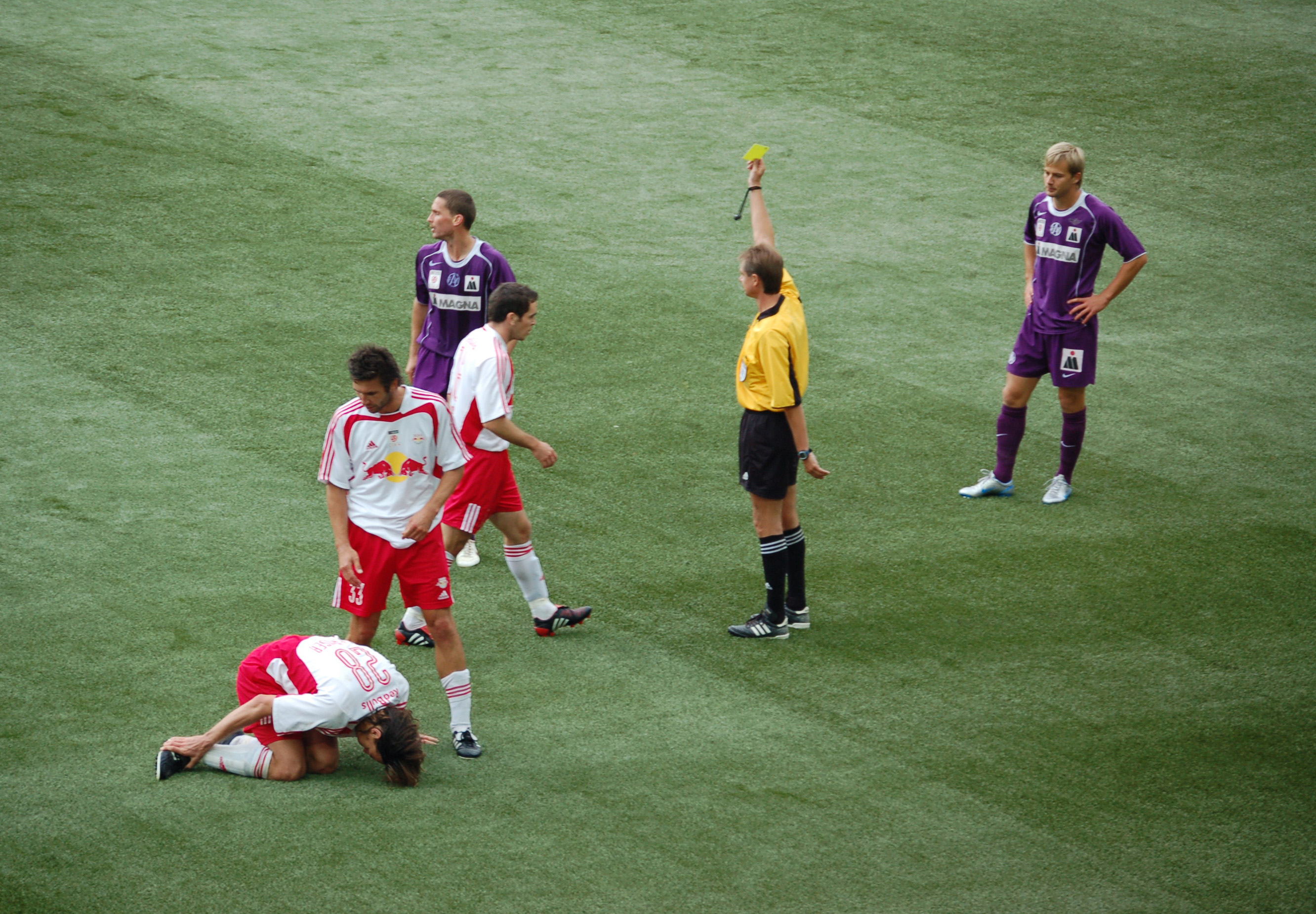
Un arbitru acordând unui jucător cartonașul galben pentru o intrare nesportivă.

Faultul se produce în momentul în care un jucător comite o faptă nesportivă citată de Regulamentul de fotbal, în timp ce mingea se află în joc. Ele se regăsesc în Legea 12. Faptele mai grave, cum sunt hențul (jucarea mingii cu mâna), tragerea unui adversar, împingerea unui adversar etc., se pedepsesc cu lovitură liberă directă sau lovitură de la 11 metri (dacă "infracțiunea" se produce în careul de 16 metri). Celelalte se pedepsesc cu lovitură liberă indirectă.
Comportamentul nesportiv poate apărea oricând, atât la jucătorii aflați pe gazon, cât și la rezerve. Faptele ce conduc la un astfel de comportament sunt considerate a fi împotriva spiritului jocului și se pedepsesc cu cartonaș galben sau cu cartonaș roșu (eliminare).
În ultimul timp, în fotbalul profesionist a apărut o nouă problemă: simularea. Aceasta constă în căderea unui jucător cu scopul de a obține o lovitură liberă (eventual un penalty), chiar dacă nu a existat în prealabil contact între el și jucătorul advers (presupus că l-ar fi faultat). Fiind un gest greu de sesizat de arbitrii, simularea este acum considerată "gest nesportiv" și este sancționată cu cartonaș galben.

### Avantajul
Avantajul presupune ca arbitrul să permită continuarea jocului (să nu-l oprească) chiar dacă la un moment dat se produce o "infracțiune" împotriva unei echipe. Acest lucru se întâmplă doar dacă acea echipă poate beneficia de nesancționarea greșelii adversarului. Dacă nu se profită de avantajul lăsat, arbitrul poate reveni asupra deciziei și poate întoarce faza la momentul inițial, acordând lovitură liberă. Timpul scurs între acordarea avantajului și revenirea la faza premergătoare nu poate depăși 4-5 secunde.
Chiar dacă se utilizează această clauză a avantajului, la prima întrerupere a jocului, arbitrul poate sancționa (dacă este necesar) jucătorul ce a comis faultul (gestul nesportiv).

### Ofsaidul
Legea ofsaidului limitează posibilitatea atacanților de a se poziționa atât în fața mingii (mai aproape de linia porții), cât și în fața penultimului jucător advers. Adesea se spune că această regulă a fost creată pentru a evita ca jucătorii să aștepte mingea într-un singur loc, cât mai aproape de poarta adversă. Dar, în realitate, legea este similară celei din rugby. Detaliile și aplicarea acestei legi sunt complexe și de multe ori ea naște controverse.

## Foruri conducătoare
Confederația Asiatică de Fotbal (AFC) în Asia și Australia.
     Confederația Africană de Fotbal (CAF) în Africa.
     Confederația de Fotbal a Americii de Nord, a celei Centrale și a Caraibelor (CONCACAF) în America de Nord, America Centrală și Caraibe.
     Confederația Sudamericană de Fotbal (CONMEBOL) în America de Sud.
     Confederația de Fotbal din Oceania (OFC) în Oceania (cu excepția Australiei).
     Uniunea Asociațiilor Europene de Fotbal (UEFA) în Europa.

Confederațiile FIFA
Confederația Asiatică de Fotbal (AFC) în Asia și Australia.
Confederația Africană de Fotbal (CAF) în Africa.
Confederația de Fotbal a Americii de Nord, a celei Centrale și a Caraibelor (CONCACAF) în America de Nord, America Centrală și Caraibe.
Confederația Sudamericană de Fotbal (CONMEBOL) în America de Sud.
Confederația de Fotbal din Oceania (OFC) în Oceania (cu excepția Australiei).
Uniunea Asociațiilor Europene de Fotbal (UEFA) în Europa.

Forul internațional, recunoscut, care guvernează fotbalul (și jocurile asociate acestuia, cum ar fi futsal și fotbal pe plajă este FIFA (Fédération Internationale de Football Association). Cartierul general al FIFA se află la Zürich, Elveția.
FIFA este împărțită în șase confederații regionale. Acestea sunt:
- Asia: AFC (Asian Football Confederation)
- Africa: CAF (Confederation of African Football)
- America de Nord, Centrală și Caraibe: CONCACAF (Confederation of North, Central American and Caribbean Association Football)
- Europa: UEFA (Union of European Football Associations)
- Oceania: OFC (Oceania Football Confederation)
- America de Sud: CONMEBOL (South American Football Confederation)

Numeroasele federații naționale se află sub jurisdicția acestora. Ele sunt afiliate atât la FIFA, cât și la confederația corespunzătoare continentului din care provin.

## Competiții internaționale majore

### Competiții internaționale globale
Cea mai mare competiție internațională în fotbal este Campionatul Mondial de Fotbal, organizat de FIFA. Această competiție se desfășoară o dată la 4 ani. Peste 190 de echipe naționale participă în turneele de calificare cu scopul de a obține un loc la turneul final. Acesta este alcătuit, în acest moment, din 32 de echipe (numărul lor a crescut de la 24 în 1998) și se desfășoară pe parcursul a patru săptămâni. Următorul Campionat Mondial va avea loc în 2022, în Qatar.
La Jocurile Olimpice de vară, încă din 1900, se desfășoară un turneu de fotbal, cu o singură excepție: Jocurile Olimpice din 1932, disputate la Los Angeles. La început participau doar amatori, dar din 1984 au fost acceptați și profesioniștii, cu câteva restricții ce fac ca țările să nu poată trimită cele mai puternice loturi. În acest moment, turneul Olimpic masculin este disputat de jucători sub 23 de ani, fiind permis un număr redus de jucători mai în vârstă; în consecință, competiția nu este considerată ca având aceeași importanță precum Campionatul Mondial. Turneul feminin a apărut în 1996; diferit de cel masculin, la acesta sunt prezente cele mai puternice loturi ale echipelor naționale, fără restricții de vârstă. Așadar, este considerat a avea același prestigiu ca și Campionatul Mondial de Fotbal Feminin (FIFA Women's World Cup).

### Competiții internaționale majore
- la nivel global: Campionatul Mondial de Fotbal; Campionatul Mondial de Fotbal al Cluburilor
- Europa: Campionatul European de Fotbal; Liga Campionilor UEFA; UEFA Europa League
- America de Sud: Copa America; Copa Libertadores
- Africa: Cupa Africii pe Națiuni; Liga Campionilor Africii
- Asia: Cupa Asiei; Liga Campionilor Asiei
- America de Nord, Centrală și Caraibe: Cupa de Aur CONCACAF; Liga Campionilor CONCACAF
- Oceania: Cupa Oceaniei pe Națiuni; Liga Campionilor Oceaniei

## Fotbalul în lume

### Popularitate

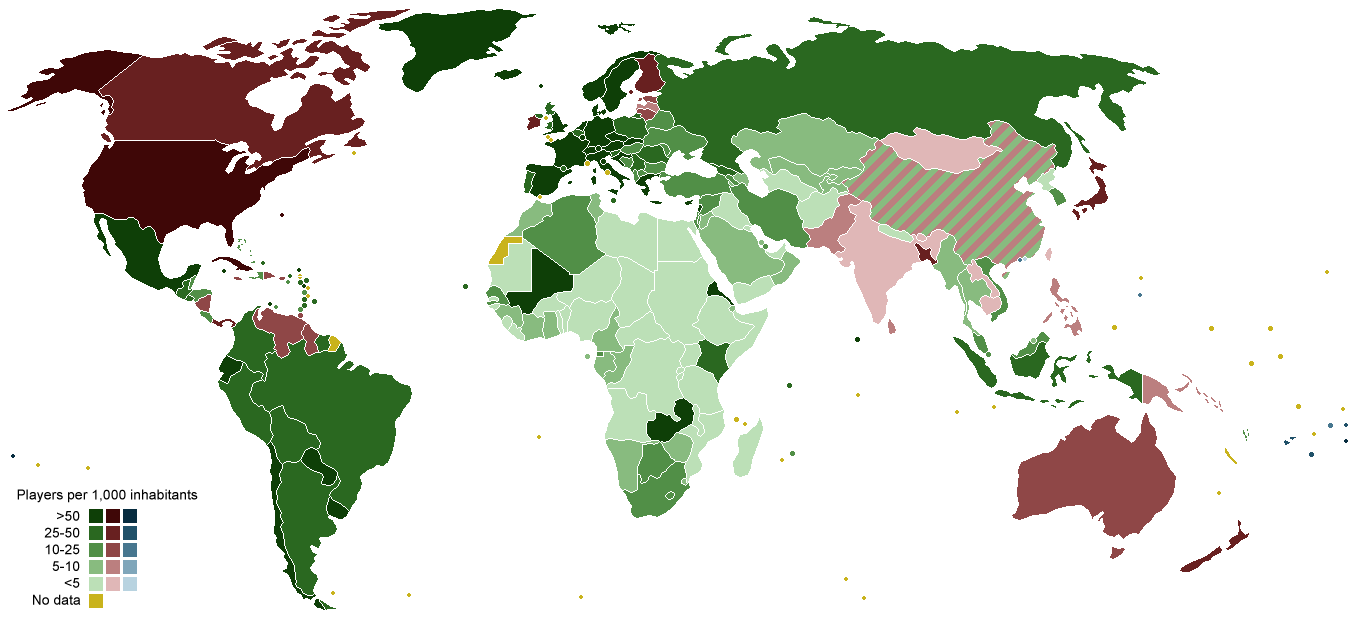
Harta comparativă a popularității fotbalului la nivel mondial. Țările enumerate în verde au cel mai mare număr de jucători activi la 1.000 de locuitori.

Conform unui sondaj realizat de FIFA în anul 2006, aproximativ 270 de milioane de oameni din întreaga lume sunt implicați activ în fotbal, inclusiv jucători, arbitri și cei din staffurile tehnice. Dintre aceștia, 265 de milioane joacă fotbal profesionist, semi-profesionist sau amator, luând în considerare atât bărbați, femei, cât și tineri din loturile de juniori. Această cifră reprezintă aproximativ 4% din populație. Confederația cu cel mai mare procent de persoane implicate activ în fotbal este CONCACAF, cu 8,53% din populație. La polul opus se află AFC, cu numai 2,22%. UEFA are o rată de 7,59%, CONMEBOL de 7,47%, OFC de 4,68% și Confederația Africană de Fotbal de 5,16%. Există peste 1,7 milioane de echipe la nivel mondial și aproximativ 301.000 de cluburi.
Țara cu cei mai mulți jucători activi (cu excepția loturilor de tineret) este China, care are 26.100.000 jucători. Alte țări care urmează sunt: Statele Unite ale Americii (24.400.000), India (20.500.000), Germania (16.300.000), Brazilia (13.100.000) și Mexic (8.400.000). Pe de altă parte, sunt și zone cu sub 1000 de jucători, cum ar fi Montserrat, cu numai 300 de jucători, Insulele Virgine Britanice (658), Anguilla (760) și Insulele Turks și Caicos (950).

### Fotbalul feminin

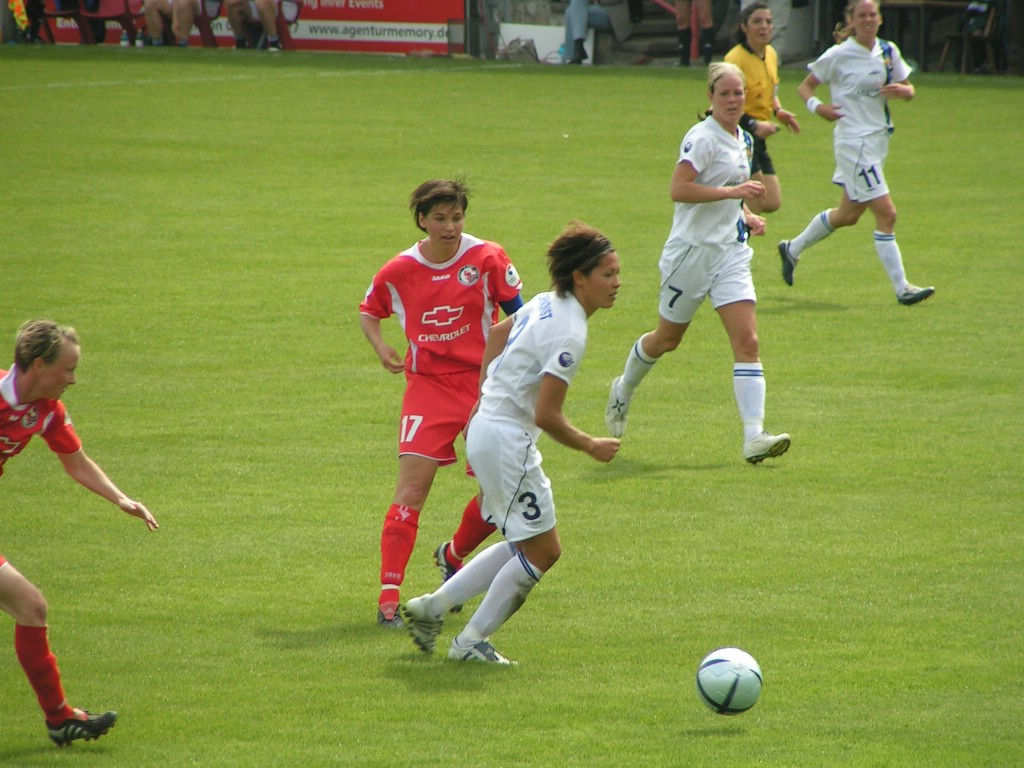
Un meci de fotbal feminin

Fotbalul nu a fost de la început un sport popular pentru sexul frumos. Barierele sociale și culturale au împiedicat de multe ori intrarea deplină a femeilor în sport. Femeile au jucat fotbal încă din 1895, când, în nordul Londrei, s-a jucat primul meci de fotbal feminin. A fost, de obicei, asociat cu jocul de caritate și cu exercițiul fizic, în special în Regatul Unit. Percepția a început să se schimbe în anii '70, odată cu înființarea primelor asociații de fotbal feminin. Fotbalul reprezintă cel mai important sport de echipă pentru femei în mai multe țări și unul dintre puținele sporturi cu ligi profesioniste.
Acest sport a avut o "epocă de aur" în Regatul Unit ,la începutul anilor 1920, când 50000 de spectatori erau prezenți la unele meciuri; Acest lucru a fost oprit la 5 decembrie 1921, când Asociația Engleză de Fotbal a votat pentru interzicerea practicării jocului de către femei pe terenul echipelor membre. În 1971, interdicția a fost ridicată prin vot de către UEFA. Din 1991, FIFA organizează Campionatul Mondial de Fotbal Feminin, competiție care are loc o dată la patru ani.
Conform unui sondaj realizat de FIFA, sunt aproximativ 26 milioane de jucători în întreaga lume. În medie, unul din 10 jucători este femeie.

### Economie
În fotbal se învârt mulți bani, deoarece este un sport mediatizat. FIFA, echipele de fotbal și jucătorii primesc mulți bani din sponsorizări.
Conform estimărilor FIFA, în perioada 2003-2006 forul a avut venituri de 3238 milioane de franci elvețieni (CHF) și cheltuieli de 2,422 de milioane CHF, profitul fiind de 816 milioane CHF. 92% (2986 milioane de franci elvețieni) din venit provine din vânzarea drepturilor de televizare ale competițiilor internaționale, în special cele ale CM 2006, care au adus în vistieria forului 1,660 milioane CHF. Restul de 714 milioane de franci elvețieni a fost obținut din produse de merchandising. În ceea ce privește cheltuielile, 69% (1,682 milioane de franci elvețieni), din venit a fost folosit la organizarea competițiilor și la dezvoltarea sportului: 46% din totalul cheltuielilor (1.125 milioane de franci elvețieni) merg către organizarea competițiilor, iar 26% (622 milioane de franci elvețieni) au fost cheltuiți pe servicii cum ar fi transportul, chiriile, serviciile juridice, de comunicații etc. Alte 5% (118 milioane de franci elvețieni), se pierd de la schimbul valutar și dobânzi.
Bugetele cluburilor de fotbal pot varia în funcție de zona de pe glob. Cele mai mari bugete pot fi găsite în Europa, în special în primele ligi din Germania, Spania, Italia și Anglia. Aici, drepturile de televizare, publicitatea, vânzările de bilete și merchandisingul acoperă o mare parte din buget. În America de Sud, bugetele au crescut datorită transferurilor de jucători în Europa.
Fotbalul joacă, de asemenea, un rol de solidaritate. Una dintre contribuțiile principale ale FIFA este dezvoltarea sportului în zonele în care acest lucru este îngreunat de lipsa materială și a tehnicii. FIFA colaborează cu UNICEF din 1999, furnizând materiale de fotbal pentru a fi distribuite de către această organizație a Națiunilor Unite. Există reuniuni periodice în întreaga lume în scopuri caritabile, promovate de vedete din fotbalul mondial.
Cluburile cheltuiesc mult pe transferuri pentru a-și realiza obiectivele. Un jucător în formă are o cotă mare. Deși unele transferuri sunt scumpe, acestea sunt amortizate din veniturile publicitare, cum a fost în cazul lui Cristiano Ronaldo. Salariile pentru cei mai buni fotbaliști din lume sunt de câteva milioane de euro.
- Cele mai scumpe zece transferuri din istoria fotbalului sunt:

| #  | An   | Jucător            | De la             | La                  | Suma (în mil. €) |
| -- | ---- | ------------------ | ----------------- | ------------------- | ---------------- |
| 1  | 2017 | Neymar Jr.         | FC Barcelona      | Paris Saint-Germain | 222              |
| 2  | 2013 | Gareth Bale        | Tottenham Hotspur | Real Madrid         | 100              |
| 3  | 2009 | Cristiano Ronaldo  | Manchester United | Real Madrid CF      | 94               |
| 4  | 2016 | Gonzalo Higuaín    | SSC Napoli        | Juventus FC         | 90               |
| 5  | 2009 | Zlatan Ibrahimović | Inter FC          | F.C Barcelona       | 69               |
| 6  | 2009 | Kaká               | AC Milan          | Real Madrid CF      | 67,2             |
| 7  | 2013 | Edinson Cavani     | SSC Napoli        | Paris Saint-Germain | 64               |
| 8  | 2000 | Luis Figo          | FC Barcelona      | Real Madrid CF      | 62               |
| 9  | 2013 | Radamel Falcao     | Atlético Madrid   | AS Monaco           | 60               |
| 10 | 2011 | Fernando Torres    | Liverpool FC      | Chelsea FC          | 58               |
| 11 | 2013 | Neymar             | Santos FC         | FC Barcelona        | 57               |

### Dopaj
Dopajul ajută jucătorul să joace la același ritm pe durata întregii partide, să-i crească viteza de reacție și masa musculară, etc.. Pentru a se putea depista sportivii dopați se fac teste de urină.

### Violențe
Huliganismul în fotbal se manifestă printr-o gamă variată de obiceiuri, cum ar fi:
- agresare verbală (uneori obscenă)
- scuipat
- lupte corp la corp
- aruncarea unui obiect pe teren, smulgerea scaunelor din tribune, în încercarea de a lovi fotbaliștii echipei oaspete și pe oficialii ei
- aruncarea de obiecte în suporterii adverși, inclusiv pietre, cărămizi, scaune și cocteiluri Molotov.[36][37]
- folosirea dispozitivelor pirotehnice ca torțe sau fumigene.
- lupte cu arme incluzând bâte, recipiente din sticlă, pietre, cuțite, boxuri, macete și arme de foc.[38]
- mulțime cu comportament violent care se împinge în garduri și pereți, lucru care poate duce la prăbușirea tribunei.[39]

## Fotbalul în România

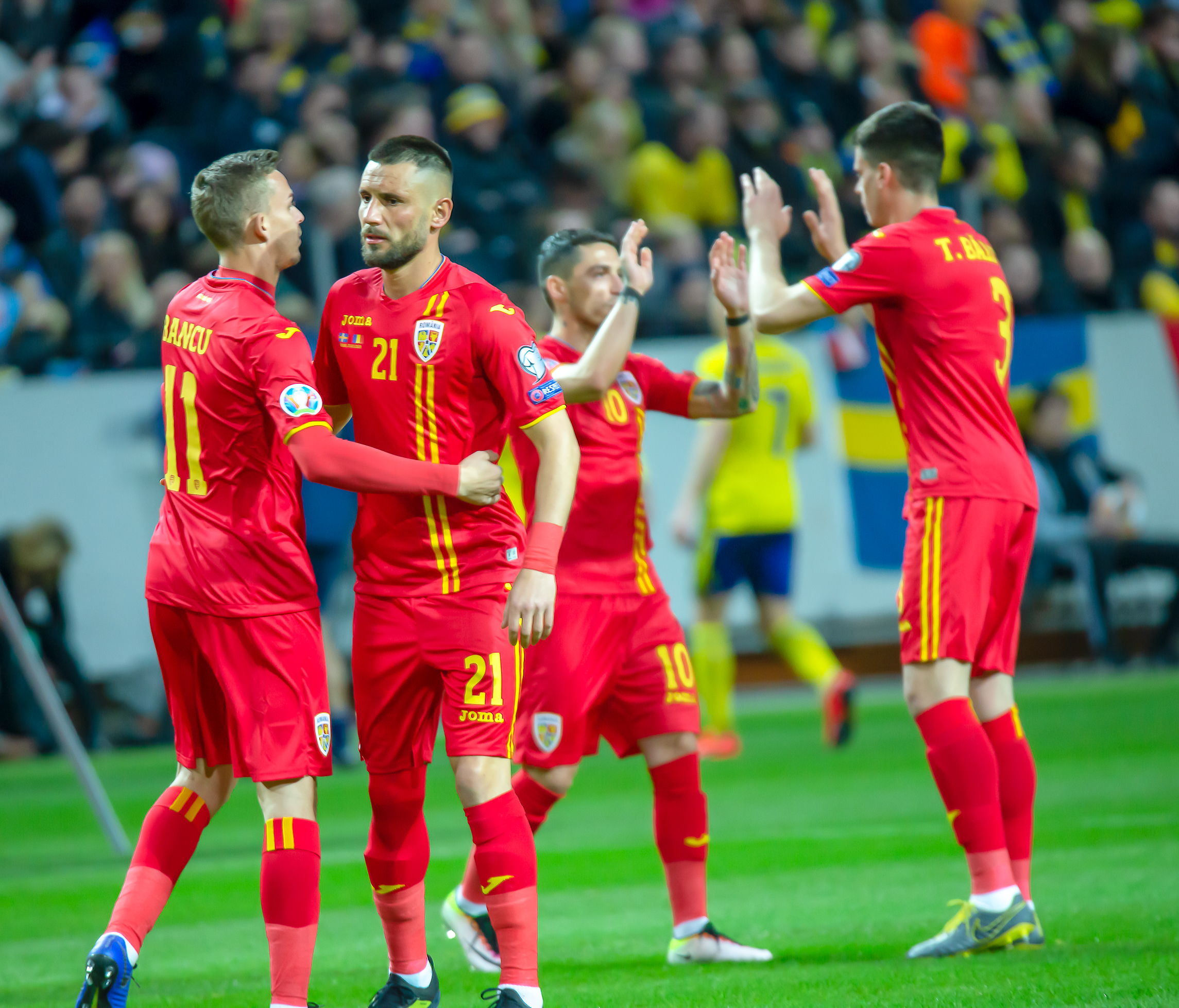
Echipa națională de fotbal a României

Echipa națională de fotbal a României își începe activitatea prin meciul din 8 iunie 1922, de la Belgrad, contra Iugoslaviei, scorul fiindu-i favorabil, 2-1. La 20 mai 1923, Comisia de Fotbal a FSSR (Federația Societăților Sportive din România) este admisă la Congresul de la Zürich ca membră a FIFA. În această calitate de membră a FIFA, România participă la Turneul Olimpic de Fotbal de la Jocurile Olimpice din 1924, desfășurate la Paris. Federația Română de Fotbal este membră fondatoare a UEFA în 1954. Din august 1990, FRF a devenit organ independent de conducere al mișcării fotbalistice din România, primul președinte ales fiind Mircea Sandu.
La nivel internațional, selecționata de fotbal a României a participat până acum la 7 Campionate Mondiale de Fotbal. Cele mai mari succese le-a înregistrat pe parcursul anilor '90. În 1994, la Campionatul Mondial din Statele Unite, echipa României a reușit să ajungă până în sferturi, clasându-se atunci pe poziția 6 în clasamentul FIFA. Liderul generației de aur a fotbalului românesc este
Gheorghe Hagi. În prezent, dintre fotbaliștii români celebri pot fi amintiți Adrian Mutu și Cristian Chivu.
Cel mai cunoscut club de fotbal din România este Steaua București, care în 1986 a fost prima echipă din estul Europei și singura din România care a câștigat Cupa Campionilor Europeni. De asemenea, în 1989 a mai jucat o finală a Cupei Campionilor Europeni. O altă echipă de succes din fotbalul românesc este Dinamo București, care a jucat o semifinală a Cupei Campionilor Europeni în 1984, iar în 1990 semifinala Cupei Cupelor UEFA.

### Jucători și echipe
- Lista echipelor naționale de fotbal
- Lista echipelor de club din România
- Lista cluburilor de fotbal din România

### Alte variante ale jocului
- Fotbal de sală⁠(en)[traduceți]
- Fotbal de stradă⁠(en)[traduceți]
- Fotbal pe plajă
- Futsal
- Jorkyball⁠(en)[traduceți]
- Minifotbal
- Padbol⁠(en)[traduceți]
- Teqball

### Altele
- Listă de stadioane de fotbal din România
- Cele mai vechi cluburi de fotbal
- Federația Internațională de Fotbal FIFA